# Регонези, Якопо
Яко́по Регоне́зи (итал. Iacopo Regonesi; род. 28 марта 2004, Бергамо, Ломбардия) — итальянский футболист, защитник клуба «Аталанта», выступающий на правах аренды за клуб «Ренате».

## Клубная карьера
Ригонези — воспитанник клуба «Аталанта». В 2023 году игрок был включён в заявку клуба на сезон.

## Международная карьера
В 2023 году Ригонези в составе юношеской сборной Италии выиграл молодёжный чемпионат Европы на Мальте. На турнире он сыграл в матчах против сборных Мальты, Польши, Испании и дважды Португалии.

## Достижения
Сборная Италии
- Чемпион юношеского чемпионата Европы (до 19): 2023